# John Ferguson (écrivain)
Pour les articles homonymes, voir John Ferguson (homonymie) et Ferguson.
John Ferguson, né en 1871 à Callender, Perthshire, Écosse, et décédé le 3 décembre 1952 à Lymington, Hampshire, est un prêtre, un dramaturge et un auteur écossais de roman policier.

## Biographie
Il est employé des chemins de fer avant d'être ordonné prêtre de l'Église anglicane. L'exercice de son ministère le conduit à s'installer tour à tour à Dundee, au nord-est de l'Écosse, sur l'île de Guernesey, à Glasgow et enfin, près du Drumtochty Castle (en) dans le comté du Aberdeenshire. En 1915, il est nommé chapelain d'un collège du Kent, puis en 1939, d'un établissement de Culross, sur la région côtière de Fife. Il prend sa retraite en 1946, l'année même où décède sa femme, et s'installe à Lymington, un port de mer, situé à face de l'île de Wight, au sud de l'Angleterre.
En marge de ses activités d'ecclésiastique, le révérend amorce dès la fin de la Première Guerre mondiale une carrière d'auteur de roman policier. Il en publiera dix, dont six consacrés à son héros récurrent, le détective Francis McNab, dont les enquêtes sont racontées par son ami, le journaliste Chance.

## Œuvre

### Romans

#### SérieFrancis McNab
- The Dark Geraldine (1921)
- The Man in the Dark (1928) Publié en français sous le titre L'Homme dans la nuit, Paris, Librairie des Champs-Élysées, Le Masque no 76, 1931
- Murder on the Marsh (1930) Publié en français sous le titre De l'ombre sur l'eau, Paris, Gründ, coll. Scotland Yard, [s.d.]
- Death Comes to Perigord (1931)
- The Grouse Moor Mystery ou The Grouse Moor Murder (1934)
- Death of Mr. Dodsley (1937)

#### Autres romans
- Stealthy Terror (1918) Publié en français sous le titre La Menace, Paris, Librairie des Champs-Élysées, Le Masque no 87, 1931
- The Secret Road (1925) Publié en français sous le titre La Route mystérieuse, Verviers, Gérard, Marabout no 3, 1949
- Night in Glengyle (1933)
- Terror in the Island (1942)

### Nouvelle
- The Fruit of the Tree (1924)

## Sources
- Jacques Baudou et Jean-Jacques Schleret, Le Vrai Visage du Masque, vol. 1, Paris, Futuropolis, 1984, 476 p. (OCLC 311506692), p. 190.
- David M Bertie, Scottish Episcopal clergy, 1689-2000, Édimbourg, T & T Clark, 2000, 671 p. (ISBN 978-0-567-08746-1, OCLC 45304141)